# Santiago do Escoural
Santiago do Escoural ist ein Ort und eine Freguesia (Gemeinde) in Portugal im Landkreis Montemor-o-Novo, Distrikt Évora mit einer Fläche von 138,7 km² und 1047 Einwohnern (Stand 19. April 2021). Dies ergibt eine Bevölkerungsdichte von 7,5 Einw./km².

## Geschichte und Sehenswürdigkeiten
In der näheren Umgebung gibt es prähistorische Wandmalereien in der Grotte von Escoural bei Herdade da Sala. Ebenfalls in der Gegend befinden sich die Megalithen wie der Menhir von Tojal und der Tholos do Escoural oder Tholos de Santiago do Escoural.
Der Ort ist durch seine Barockkirche von São Brissos bekannt. Außerdem befindet sich in der Gemeinde die geschlossene Eisenerzmine Mina de Nogueirinha. Die Kapelle São Brissos ist ein Umbau einer vorgeschichtlichen zu einer christlichen Kultstätte.

## Verwaltung
Santiago de Escoural ist Sitz einer gleichnamigen Gemeinde (Freguesia). Folgende Orte liegen in der Gemeinde:
- Afilhardeira
- Amieira
- Anta
- Azenha
- Azenha de Baixo
- Barbosa
- Biscaia
- Boavista
- Caeiras
- Canas
- Capela
- Carneiro
- Casa Branca
- Casas de Baixo
- Casas de Cima
- Casões
- Castelo
- Catarina Vaz
- Courela da Azenha
- Courela da Bota
- Courela da Casa Nova
- Courela da Misericórdia
- Defesa
- Enxaras
- Escoural
- Lagar
- Lagar de Cima
- Majufa
- Malavesins
- Monte da Carvoeira
- Monte da Casinha
- Monte da Courela
- Monte da Majufa
- Monte da Moagem Velha
- Monte de Telheiros
- Monte do Pomar Guarda
- Monte dos Cagulos
- Monte dos Hectares
- Monte Flores
- Monte Racha Capelos
- Mouzinhos
- Poço da Rua da Prata
- Quinta de Santa Maria
- Quinta do Balão
- Quinta Nova
- Ribeiro
- Rocha
- São Brissos
- Serrinha
- Tapada
- Torre de Monges
- Valinha